# Барбара Волтерс
Ба́рбара Во́лтерс (англ. Barbara Walters; 25 вересня 1929, Бостон — 30 грудня 2022, Нью-Йорк) — американська телеведуча, журналістка та письменниця. Барбара була ведучою ранкової передачі Today і ток-шоу The View, вечірніх новин 20/20 і ABC Evening News, а також кореспондентом на World News.

## Життєпис
Барбара Волтерс народилася 25 вересня 1929 року в Бостоні, в єврейській родині, яка переїхала у США з Польщі. Волтерс відвідувала школу Лоуренса, державну школу в Брукліні, штат Массачусетс; вона покинула її на півдорозі до п'ятого класу, коли її батько переїхав до Маямі-Біч у 1939 р. Вона продовжила відвідувати державну школу в Маямі-Біч. Після того, як батько перевів сім'ю до Нью-Йорка, вона провела восьмий клас у приватній школі "Етична культура Філдстон", після чого сім'я повернулася до Маямі-Біч.
У 1951 році вона здобула ступінь бакалавра мистецтв з англійської мови в коледжі Сари Лоуренс у Йонкерсі, штат Нью-Йорк.

## Кар'єра
Стала відомою завдяки ранковим новинам Today на NBC, ведучою яких вона була 10 років. Протягом 25 років була ведучою передачі 20/20 на ABC. В останні роки своєї кар'єри була ведучою власного денного телешоу The View, за яке була удостоєна телевізійної премії «Еммі».
12 травня 2014 року оголосила про кінець своєї професійної діяльності, однак в листопаді 2015 року з'явилася в ефірі програми 20/20 телеканалу ABC, взявши інтерв'ю в кандидата в президенти США від Республіканської партії Дональда Трампа і його сім'ї.